# Трубилин, Александр Иванович
Алекса́ндр Ива́нович Трубилин (род. 20 апреля 1965 года, Краснодар, Краснодарский край, РСФСР, СССР) — российский учёный-аграрий, ректор КубГАУ (с 2007 года), доктор экономических наук (2004), академик РАН (2022).

## Биография
Родился 20 апреля 1965 года в городе Краснодар.
В 1987 году — окончил Кубанский государственный аграрный университет, затем на протяжении четырёх лет работал в Научно-производственном объединении «Всероссийский Научно-исследовательский институт масличных культур имени Василия Пустовойта».
С 1991 по 1997 годы — генеральный директор краснодарской Южно-Российской продовольственной биржи.
В 1997 году защитил кандидатскую диссертацию.
В 1997 году Трубилин перешёл в Департамент сельского хозяйства Краснодарского края.
С 2000 года работает по совместительству профессором кафедры экономического анализа Кубанского государственного аграрного университета.
В 2004 году защитил докторскую диссертацию, тема: «Проблемы становления и развития регионального зернового рынка. На примере Краснодарского края», позднее получив ученое звание профессора.
В 2007 году избран ректором Кубанского государственного аграрного университета.
Депутат Законодательного Собрания Краснодарского края V и VI созывов (2012, 2017 годы), член партии «Единая Россия», занимал пост заместителя Председателя комитета по вопросам аграрной политики и потребительского рынка, заместитель Председателя ЗСК и Председателя комитета по развитию агропромышленного комплекса и продовольствию.
В 2019 году избран членом-корреспондентом РАН. В 2022 году избран академиком РАН.

## Санкции
6 марта 2022 года после вторжения России на Украину подписал письмо в поддержу российской агрессии. С 9 июня 2022 года находится под персональными санкциями Украины за поддержку войны. Также был внесён ФБК в список коррупционеров и разжигателей войны за поддержку нападения на Украину, 16 марта 2022 года форумом свободной России внесён в «Список Путина» и доклад «поджигателей войны» с предложением введения против него международных санкций.

## Семья
- Отец — советский и российский организатор сельского хозяйства, экономист, академик ВАСХНИЛ (1988) и РАН (2013), Герой Социалистического Труда (1991) И. Т. Трубилин (1931—2014).
- Дядя — советский врач; Министр здравоохранения РСФСР (1983—1986), заместитель Председателя Совета Министров РСФСР (1986—1990) Н. Т. Трубилин (1929—2009).
- Старший брат — Евгений Иванович Трубилин (1956—2021), доктор технических наук, профессор, заслуженный деятель науки Кубани, почетный работник высшего профессионального образования РФ.

## Научная деятельность
Специалист в области экономики и управления сельским хозяйством.
Основные научные результаты:
- разработаны теоретико-методологические основы эффективности и конкурентоспособности зернового производства;
- разработаны принципы формирования зернового рынка: структура реализации зерна по качеству, направлениям использования, срокам и каналам сбыта продукции с учётом спроса и прогноза предложения;
- разработаны основы инновационной системы подготовки специалистов для широкого спектра направлений деятельности АПК с учётом прогнозов обеспечения кадровыми ресурсами села на перспективу.

Автор 5 учебников, 41 учебного пособия, 212 научных работ, из них 53 монографий и 7 патентов.
Под его руководством защищено 4 кандидатские диссертации.
Главный редактор журналов «Труды Кубанского государственного аграрного университета» и «Политематический сетевой электронный научный журнал Кубанского государственного аграрного университета», член Научно-технического совета АПК Краснодарского края, член президиума Советов ректоров Краснодарского края и Республики Адыгея.

## Награды
- Медаль ордена «За заслуги перед Отечеством» II степени (2016)[6]
- Заслуженный работник сельскохозяйственного производства Республики Адыгея (19 февраля 2015) — за вклад в развитие сельского хозяйства Республики Адыгея
- Почётный работник агропромышленного комплекса России
- Памятная медаль «XXII Олимпийские зимние игры и XI Паралимпийские зимние игры 2014 года в г. Сочи»[2]
- Премия администрации Краснодарского края в области образования за 2012 год (21 мая 2013) — за создание учебника «Коммерческая деятельность»
- Премия администрации Краснодарского края в области образования за 2014 год (9 июня 2015) — за создание учебного пособия «Организация деятельности и оценка результатов работы кафедры»